# حفص بن سليمان الكوفي
هو أبو عمر حفص بن سليمان بن المغيرة بن البزاز الأسدي الكوفي، ربيب عاصم بن أبي النجود الكوفي وأعلم الناس بقراءته.
كان التلميذ المفضل على زملائه الذين تعلموا القرآن الكريم على شيخهم عاصم بن أبي النجود، كان شيخ القراء بالكوفة بعد عاصم. نزل ببغداد فأقرأ فيها وجاور مكة فأقرأ بها أيضاً. روى القراءة عنه خلق كثير ومعظم المصاحف في العالم هي حسب روايته. كان مولده سنة 90 هجرية.

## رواية الحديث
لم يكن حفص بن سليمان متقناً لعلم رواية الحديث كإتقانه للقرآن وحروفه، ولعلَّ السببَ في ذلك هو استغراق أكثر وقته في القراءة والإقراء،
ولا يعتّد به في الأحاديث حيث يرفض البخاري ومسلم الأخذ منه إلاّ إذا جاء الحديث مقرونًا براوٍ آخر ثقةٍ.وقد اتفقت كلمة أكثر علماء الجرح والتَّعديل على تضعيفه في علم رواية الحديث، ومما ورد في ذلك:
- قول الإمام أحمد: ما به بأس، ورُوِي أنَّه قال عنه: صالح، وقال مَرَّةً: متروك.
- وقال يحيى بن معين: ليس بثقة.
- وقال ابن المديني: ضعيف الحديث، وتركته على عمد.
- وقال إبراهيم الجوزجاني: قد فُرِغَ منه من دهر.
- وقال النسائي: ليس بثقة ولا يكتب حديثه، وقال في موضع آخر: متروك.
- وقال زكريا الساجي: له أحاديث بواطيل.
- وقال ابن عدي: عامَّة أحاديثه غير محفوظة.
- وقال أبو زُرعة: ضعيف الحديث.
- إلاَّ أنَّ وكيع بن الجراح قال عنه: كان ثقة.
- وقد أخرج له الترمذي والنسائي في مسند علي  متابعة، وابن ماجه.

## وفاته
توفي حفص بن سليمان سنة 180 هجرية .